# Copa Libertadores 1998
La Copa Libertadores 1998, denominada por motivos comerciales Copa Toyota Libertadores 1998, fue la trigésima novena edición del torneo de clubes más importante de América del Sur, organizado por la Confederación Sudamericana de Fútbol, en la que participaron equipos de diez países: Argentina, Bolivia, Brasil, Chile, Colombia, Ecuador, México, Paraguay, Perú y Uruguay. Fue la primera edición que contó con la participación de equipos mexicanos en calidad de invitados quienes, hasta 2016, participaron todos los años en el torneo surcontinental.
El campeón fue Vasco da Gama de Brasil, que alcanzó de esta manera su primer título en la competición. Gracias a él, disputó la Copa Intercontinental 1998 frente a Real Madrid de España y la Copa Interamericana 1998 (última edición) ante D.C. United de los Estados Unidos. Además, clasificó a los octavos de final de la Copa Libertadores 1999.

## Formato
El ingreso de los representantes de México a la competición obligó a establecer una eliminatoria previa, en la que participaron los equipos del mencionado país y los de Venezuela y desde donde surgieron los últimos 2 clasificados al certamen. Mientras el campeón vigente mantuvo su clasificación automática a las fases finales, los 20 equipos restantes disputaron la Fase de grupos. En ella, los clubes fueron divididos en cinco grupos de 4 equipos cada uno de acuerdo a sus países de origen, de manera que, de haber dos representantes de una misma asociación nacional, ambos debían caer indefectiblemente en la misma zona. Los tres primeros de cada uno de los cinco grupos clasificaron a los octavos de final, en donde se les unió el campeón vigente, iniciándose a partir de esta instancia el sistema de eliminación directa, que pasó posteriormente por los cuartos de final, las semifinales y la final, en la que se declaró al campeón.
|                             |                             | Equipos que entran en esta fase | Equipos que provienen de la fase anterior                                                                                     |
| --------------------------- | --------------------------- | --- | --- |
| Fase de grupos (20 equipos) | Fase de grupos (20 equipos) | - 2 equipos de Argentina, Bolivia, Brasil, Chile, Colombia, Ecuador, Paraguay, Perú y Uruguay - 2 equipos clasificados de la Copa Pre Libertadores 1998 | |
| Fases finales (16 equipos)  | Fases finales (16 equipos)  | - 1 equipo, campeón de la Copa Libertadores 1997 | - 5 equipos primeros de la Fase de grupos - 5 equipos segundos de la Fase de grupos - 5 equipos terceros de la Fase de grupos |

## Copa Pre Libertadores 1998
Los dos clasificados de México y los dos de Venezuela se enfrentaron en una competición previa, bajo el nombre de Copa Pre Libertadores, para determinar a los dos últimos cuadros clasificados a la fase de grupos del certamen. El torneo se desarrolló bajo un sistema de liguilla en donde se enfrentaron todos contra todos, excepto los clubes del mismo país. Los equipos ubicados en primer y segundo lugar de la tabla final accedieron a la Copa Libertadores.

### Equipos participantes
| País               | Equipo                 | Vía de clasificación                                                                                       |
| ------------------ | ---------------------- | --- |
| México 2 invitados | Guadalajara América    | Invitado                                                                                                   |
| Venezuela 2 cupos  | Caracas Atlético Zulia | Campeón de la Primera División de Venezuela 1996-97 Subcampeón de la Primera División de Venezuela 1996-97 |

### Resultados
| Equipo         | Pts. | PJ | PG | PE | PP | GF | GC | DG |
| -------------- | ---- | -- | -- | -- | -- | -- | -- | -- |
| Guadalajara    | 10   | 4  | 3  | 1  | 0  | 12 | 5  | 7  |
| América        | 7    | 4  | 2  | 1  | 1  | 5  | 2  | 3  |
| Caracas        | 5    | 4  | 1  | 2  | 1  | 4  | 6  | –2 |
| Atlético Zulia | 0    | 4  | 0  | 0  | 4  | 3  | 11 | –8 |

| \| Fecha \| Lugar \| Local \| Resultado \| Visitante \| \| ------------- \| ---------------- \| -------------- \| --------- \| -------------- \| \| 4 de febrero \| Maracaibo \| Atlético Zulia \| 2:3 \| Guadalajara \| \| 6 de febrero \| Caracas \| Caracas \| 1:1 \| Guadalajara \| \| 10 de febrero \| Maracaibo \| Atlético Zulia \| 0:2 \| América \| \| 13 de febrero \| Caracas \| Caracas \| 1:0 \| América \| \| 17 de febrero \| Guadalajara \| Guadalajara \| 4:1 \| Atlético Zulia \| \| 19 de febrero \| Ciudad de México \| América \| 2:0 \| Atlético Zulia \| \| 24 de febrero \| Guadalajara \| Guadalajara \| 4:1 \| Caracas \| \| 26 de febrero \| Ciudad de México \| América \| 1:1 \| Caracas \| |                  |                |           |                |
| Fecha | Lugar            | Local          | Resultado | Visitante      |
| 4 de febrero | Maracaibo        | Atlético Zulia | 2:3       | Guadalajara    |
| 6 de febrero | Caracas          | Caracas        | 1:1       | Guadalajara    |
| 10 de febrero | Maracaibo        | Atlético Zulia | 0:2       | América        |
| 13 de febrero | Caracas          | Caracas        | 1:0       | América        |
| 17 de febrero | Guadalajara      | Guadalajara    | 4:1       | Atlético Zulia |
| 19 de febrero | Ciudad de México | América        | 2:0       | Atlético Zulia |
| 24 de febrero | Guadalajara      | Guadalajara    | 4:1       | Caracas        |
| 26 de febrero | Ciudad de México | América        | 1:1       | Caracas        |

## Equipos participantes
En cursiva los equipos debutantes en el torneo.
| País                             | Equipo                               | Vía de clasificación |
| -------------------------------- | ------------------------------------ | --- |
| Argentina 2 cupos                | River Plate Colón                    | Campeón del Torneo Apertura 1996 y del Torneo Clausura 1997 Ganador del partido entre los subcampeones del Torneo Apertura 1996 y del Torneo Clausura 1997 |
| Bolivia 2 cupos                  | Bolívar Oriente Petrolero            | Campeón del Campeonato de Primera División 1997 Subcampeón del Campeonato de Primera División 1997                                                         |
| Brasil 2 cupos + campeón vigente | Cruzeiro Vasco da Gama Grêmio        | Campeón de la Copa Libertadores 1997 Campeón del Campeonato Brasileño de 1997 Campeón de la Copa de Brasil 1997                                            |
| Chile 2 cupos                    | Universidad Católica Colo-Colo       | Campeón del Torneo Apertura 1997 Campeón del Torneo Clausura 1997                                                                                          |
| Colombia 2 cupos                 | América de Cali Atlético Bucaramanga | Campeón del Campeonato Colombiano 1996-97 Subcampeón del Campeonato Colombiano 1996-97                                                                     |
| Ecuador 2 cupos                  | Barcelona Deportivo Quito            | Campeón del Campeonato Ecuatoriano de 1997 Subcampeón del Campeonato Ecuatoriano de 1997                                                                   |
| México 2 invitados               | Guadalajara América                  | 1.º puesto de la Copa Pre Libertadores 1998 2.º puesto de la Copa Pre Libertadores 1998                                                                    |
| Paraguay 2 cupos                 | Olimpia Cerro Porteño                | Campeón del Campeonato Paraguayo de 1997 Subcampeón del Campeonato Paraguayo de 1997                                                                       |
| Perú 2 cupos                     | Alianza Lima Sporting Cristal        | Campeón del Campeonato Descentralizado 1997 Ganador de la Liguilla Pre-Libertadores 1998                                                                   |
| Uruguay 2 cupos                  | Peñarol Nacional                     | 1.º puesto de la Liguilla Pre-Libertadores de América de 1997 2.º puesto de la Liguilla Pre-Libertadores de América de 1997                                |

### Distribución geográfica de los equipos
Distribución geográfica de las sedes de los equipos participantes:

## Fase de grupos

### Grupo 1
| Equipo               | Pts. | PJ | PG | PE | PP | GF | GC | DG |
| -------------------- | ---- | -- | -- | -- | -- | -- | -- | -- |
| América de Cali      | 11   | 6  | 3  | 2  | 1  | 10 | 5  | 5  |
| Barcelona            | 9    | 6  | 2  | 3  | 1  | 5  | 3  | 2  |
| Atlético Bucaramanga | 7    | 6  | 2  | 1  | 3  | 5  | 6  | –1 |
| Deportivo Quito      | 5    | 6  | 1  | 2  | 3  | 3  | 9  | –6 |

| \| Fecha \| Lugar \| Local \| Resultado \| Visitante \| \| ------------- \| ----------- \| -------------------- \| --------- \| -------------------- \| \| 25 de febrero \| Guayaquil \| Barcelona \| 0:0 \| Deportivo Quito \| \| 25 de febrero \| Cali \| América de Cali \| 2:2 \| Atlético Bucaramanga \| \| 3 de marzo \| Quito \| Deportivo Quito \| 1:0 \| Atlético Bucaramanga \| \| 6 de marzo \| Guayaquil \| Barcelona \| 2:0 \| Atlético Bucaramanga \| \| 10 de marzo \| Quito \| Deportivo Quito \| 0:4 \| América de Cali \| \| 13 de marzo \| Guayaquil \| Barcelona \| 1:0 \| América de Cali \| \| 18 de marzo \| Quito \| Deportivo Quito \| 1:1 \| Barcelona \| \| 18 de marzo \| Bucaramanga \| Atlético Bucaramanga \| 0:1 \| América de Cali \| \| 24 de marzo \| Bucaramanga \| Atlético Bucaramanga \| 2:0 \| Deportivo Quito \| \| 27 de marzo \| Cali \| América de Cali \| 2:1 \| Deportivo Quito \| \| 31 de marzo \| Bucaramanga \| Atlético Bucaramanga \| 1:0 \| Barcelona \| \| 3 de abril \| Cali \| América de Cali \| 1:1 \| Barcelona \| |             |                      |           |                      |
| Fecha | Lugar       | Local                | Resultado | Visitante            |
| 25 de febrero | Guayaquil   | Barcelona            | 0:0       | Deportivo Quito      |
| 25 de febrero | Cali        | América de Cali      | 2:2       | Atlético Bucaramanga |
| 3 de marzo | Quito       | Deportivo Quito      | 1:0       | Atlético Bucaramanga |
| 6 de marzo | Guayaquil   | Barcelona            | 2:0       | Atlético Bucaramanga |
| 10 de marzo | Quito       | Deportivo Quito      | 0:4       | América de Cali      |
| 13 de marzo | Guayaquil   | Barcelona            | 1:0       | América de Cali      |
| 18 de marzo | Quito       | Deportivo Quito      | 1:1       | Barcelona            |
| 18 de marzo | Bucaramanga | Atlético Bucaramanga | 0:1       | América de Cali      |
| 24 de marzo | Bucaramanga | Atlético Bucaramanga | 2:0       | Deportivo Quito      |
| 27 de marzo | Cali        | América de Cali      | 2:1       | Deportivo Quito      |
| 31 de marzo | Bucaramanga | Atlético Bucaramanga | 1:0       | Barcelona            |
| 3 de abril | Cali        | América de Cali      | 1:1       | Barcelona            |

### Grupo 2
| Equipo        | Pts. | PJ | PG | PE | PP | GF | GC | DG |
| ------------- | ---- | -- | -- | -- | -- | -- | -- | -- |
| Grêmio        | 12   | 6  | 4  | 0  | 2  | 6  | 5  | 1  |
| Vasco da Gama | 8    | 6  | 2  | 2  | 2  | 7  | 4  | 3  |
| América       | 8    | 6  | 2  | 2  | 2  | 6  | 5  | 1  |
| Guadalajara   | 6    | 6  | 2  | 0  | 4  | 2  | 7  | –5 |

| \| Fecha \| Lugar \| Local \| Resultado \| Visitante \| \| ----------- \| ---------------- \| ------------- \| --------- \| ------------- \| \| 4 de marzo \| Guadalajara \| Guadalajara \| 0:1 \| América \| \| 4 de marzo \| Porto Alegre \| Grêmio \| 1:0 \| Vasco da Gama \| \| 10 de marzo \| Guadalajara \| Guadalajara \| 1:0 \| Grêmio \| \| 13 de marzo \| Ciudad de México \| América \| 1:2 \| Grêmio \| \| 17 de marzo \| Guadalajara \| Guadalajara \| 1:0 \| Vasco da Gama \| \| 20 de marzo \| Ciudad de México \| América \| 1:1 \| Vasco da Gama \| \| 24 de marzo \| Ciudad de México \| América \| 2:0 \| Guadalajara \| \| 26 de marzo \| Río de Janeiro \| Vasco da Gama \| 3:0 \| Grêmio \| \| 31 de marzo \| Porto Alegre \| Grêmio \| 2:0 \| Guadalajara \| \| 3 de abril \| Río de Janeiro \| Vasco da Gama \| 2:0 \| Guadalajara \| \| 7 de abril \| Porto Alegre \| Grêmio \| 1:0 \| América \| \| 9 de abril \| Río de Janeiro \| Vasco da Gama \| 1:1 \| América \| |                  |               |           |               |
| Fecha | Lugar            | Local         | Resultado | Visitante     |
| 4 de marzo | Guadalajara      | Guadalajara   | 0:1       | América       |
| 4 de marzo | Porto Alegre     | Grêmio        | 1:0       | Vasco da Gama |
| 10 de marzo | Guadalajara      | Guadalajara   | 1:0       | Grêmio        |
| 13 de marzo | Ciudad de México | América       | 1:2       | Grêmio        |
| 17 de marzo | Guadalajara      | Guadalajara   | 1:0       | Vasco da Gama |
| 20 de marzo | Ciudad de México | América       | 1:1       | Vasco da Gama |
| 24 de marzo | Ciudad de México | América       | 2:0       | Guadalajara   |
| 26 de marzo | Río de Janeiro   | Vasco da Gama | 3:0       | Grêmio        |
| 31 de marzo | Porto Alegre     | Grêmio        | 2:0       | Guadalajara   |
| 3 de abril | Río de Janeiro   | Vasco da Gama | 2:0       | Guadalajara   |
| 7 de abril | Porto Alegre     | Grêmio        | 1:0       | América       |
| 9 de abril | Río de Janeiro   | Vasco da Gama | 1:1       | América       |

### Grupo 3
| Equipo               | Pts. | PJ | PG | PE | PP | GF | GC | DG |
| -------------------- | ---- | -- | -- | -- | -- | -- | -- | -- |
| Olimpia              | 13   | 6  | 4  | 1  | 1  | 14 | 6  | 8  |
| Colo-Colo            | 7    | 6  | 2  | 1  | 3  | 8  | 10 | –2 |
| Cerro Porteño        | 7    | 6  | 2  | 1  | 3  | 6  | 9  | –3 |
| Universidad Católica | 7    | 6  | 2  | 1  | 3  | 5  | 8  | –3 |

| \| Fecha \| Lugar \| Local \| Resultado \| Visitante \| \| ------------- \| -------- \| -------------------- \| --------- \| -------------------- \| \| 25 de febrero \| Asunción \| Olimpia \| 5:1 \| Cerro Porteño \| \| 25 de febrero \| Santiago \| Colo-Colo \| 3:2 \| Universidad Católica \| \| 3 de marzo \| Asunción \| Cerro Porteño \| 0:0 \| Universidad Católica \| \| 6 de marzo \| Asunción \| Olimpia \| 2:0 \| Universidad Católica \| \| 10 de marzo \| Asunción \| Cerro Porteño \| 2:0 \| Colo-Colo \| \| 13 de marzo \| Asunción \| Olimpia \| 1:1 \| Colo-Colo \| \| 18 de marzo \| Asunción \| Cerro Porteño \| 1:2 \| Olimpia \| \| 18 de marzo \| Santiago \| Universidad Católica \| 0:2 \| Colo-Colo \| \| 24 de marzo \| Santiago \| Universidad Católica \| 1:0 \| Cerro Porteño \| \| 27 de marzo \| Santiago \| Colo-Colo \| 1:2 \| Cerro Porteño \| \| 31 de marzo \| Santiago \| Universidad Católica \| 2:1 \| Olimpia \| \| 3 de abril \| Santiago \| Colo-Colo \| 1:3 \| Olimpia \| |          |                      |           |                      |
| Fecha | Lugar    | Local                | Resultado | Visitante            |
| 25 de febrero | Asunción | Olimpia              | 5:1       | Cerro Porteño        |
| 25 de febrero | Santiago | Colo-Colo            | 3:2       | Universidad Católica |
| 3 de marzo | Asunción | Cerro Porteño        | 0:0       | Universidad Católica |
| 6 de marzo | Asunción | Olimpia              | 2:0       | Universidad Católica |
| 10 de marzo | Asunción | Cerro Porteño        | 2:0       | Colo-Colo            |
| 13 de marzo | Asunción | Olimpia              | 1:1       | Colo-Colo            |
| 18 de marzo | Asunción | Cerro Porteño        | 1:2       | Olimpia              |
| 18 de marzo | Santiago | Universidad Católica | 0:2       | Colo-Colo            |
| 24 de marzo | Santiago | Universidad Católica | 1:0       | Cerro Porteño        |
| 27 de marzo | Santiago | Colo-Colo            | 1:2       | Cerro Porteño        |
| 31 de marzo | Santiago | Universidad Católica | 2:1       | Olimpia              |
| 3 de abril | Santiago | Colo-Colo            | 1:3       | Olimpia              |

### Grupo 4
| Equipo            | Pts. | PJ | PG | PE | PP | GF | GC | DG |
| ----------------- | ---- | -- | -- | -- | -- | -- | -- | -- |
| Bolívar           | 13   | 6  | 4  | 1  | 1  | 9  | 7  | 2  |
| Peñarol           | 10   | 6  | 3  | 1  | 2  | 12 | 5  | 7  |
| Nacional          | 6    | 6  | 2  | 0  | 4  | 11 | 12 | –1 |
| Oriente Petrolero | 5    | 6  | 1  | 2  | 3  | 7  | 15 | –8 |

| \| Fecha \| Lugar \| Local \| Resultado \| Visitante \| \| ------------- \| ---------- \| ----------------- \| --------- \| ----------------- \| \| 25 de febrero \| La Paz \| Bolívar \| 3:2 \| Oriente Petrolero \| \| 25 de febrero \| Maldonado \| Peñarol \| 2:1 \| Nacional \| \| 3 de marzo \| Santa Cruz \| Oriente Petrolero \| 0:0 \| Peñarol \| \| 6 de marzo \| La Paz \| Bolívar \| 1:0 \| Peñarol \| \| 10 de marzo \| Santa Cruz \| Oriente Petrolero \| 2:1 \| Nacional \| \| 13 de marzo \| La Paz \| Bolívar \| 2:0 \| Nacional \| \| 18 de marzo \| Santa Cruz \| Oriente Petrolero \| 1:1 \| Bolívar \| \| 18 de marzo \| Montevideo \| Nacional \| 1:4 \| Peñarol \| \| 24 de marzo \| Montevideo \| Nacional \| 4:1 \| Oriente Petrolero \| \| 27 de marzo \| Rivera \| Peñarol \| 6:1 \| Oriente Petrolero \| \| 31 de marzo \| Rivera \| Peñarol \| 0:1 \| Bolívar \| \| 3 de abril \| Montevideo \| Nacional \| 4:1 \| Bolívar \| |            |                   |           |                   |
| Fecha | Lugar      | Local             | Resultado | Visitante         |
| 25 de febrero | La Paz     | Bolívar           | 3:2       | Oriente Petrolero |
| 25 de febrero | Maldonado  | Peñarol           | 2:1       | Nacional          |
| 3 de marzo | Santa Cruz | Oriente Petrolero | 0:0       | Peñarol           |
| 6 de marzo | La Paz     | Bolívar           | 1:0       | Peñarol           |
| 10 de marzo | Santa Cruz | Oriente Petrolero | 2:1       | Nacional          |
| 13 de marzo | La Paz     | Bolívar           | 2:0       | Nacional          |
| 18 de marzo | Santa Cruz | Oriente Petrolero | 1:1       | Bolívar           |
| 18 de marzo | Montevideo | Nacional          | 1:4       | Peñarol           |
| 24 de marzo | Montevideo | Nacional          | 4:1       | Oriente Petrolero |
| 27 de marzo | Rivera     | Peñarol           | 6:1       | Oriente Petrolero |
| 31 de marzo | Rivera     | Peñarol           | 0:1       | Bolívar           |
| 3 de abril | Montevideo | Nacional          | 4:1       | Bolívar           |

### Grupo 5
| Equipo           | Pts. | PJ | PG | PE | PP | GF | GC | DG |
| ---------------- | ---- | -- | -- | -- | -- | -- | -- | -- |
| River Plate      | 16   | 6  | 5  | 1  | 0  | 15 | 6  | 9  |
| Alianza Lima     | 7    | 6  | 2  | 1  | 3  | 5  | 7  | –2 |
| Colón            | 7    | 6  | 2  | 1  | 3  | 5  | 8  | –3 |
| Sporting Cristal | 4    | 6  | 1  | 1  | 4  | 7  | 11 | –4 |

| \| Fecha \| Lugar \| Local \| Resultado \| Visitante \| \| ----------- \| ------------ \| ---------------- \| --------- \| ---------------- \| \| 4 de marzo \| Lima \| Alianza Lima \| 1:0 \| Sporting Cristal \| \| 4 de marzo \| Santa Fe \| Colón \| 1:2 \| River Plate \| \| 11 de marzo \| Santa Fe \| Colón \| 1:0 \| Sporting Cristal \| \| 12 de marzo \| Lima \| Alianza Lima \| 1:1 \| River Plate \| \| 18 de marzo \| Santa Fe \| Colón \| 1:0 \| Alianza Lima \| \| 19 de marzo \| Lima \| Sporting Cristal \| 2:3 \| River Plate \| \| 25 de marzo \| Lima \| Sporting Cristal \| 3:2 \| Alianza Lima \| \| 25 de marzo \| Buenos Aires \| River Plate \| 4:1 \| Colón \| \| 1 de abril \| Lima \| Alianza Lima \| 1:0 \| Colón \| \| 2 de abril \| Buenos Aires \| River Plate \| 3:1 \| Sporting Cristal \| \| 8 de abril \| Lima \| Sporting Cristal \| 1:1 \| Colón \| \| 9 de abril \| Buenos Aires \| River Plate \| 2:0 \| Alianza Lima \| |              |                  |           |                  |
| Fecha | Lugar        | Local            | Resultado | Visitante        |
| 4 de marzo | Lima         | Alianza Lima     | 1:0       | Sporting Cristal |
| 4 de marzo | Santa Fe     | Colón            | 1:2       | River Plate      |
| 11 de marzo | Santa Fe     | Colón            | 1:0       | Sporting Cristal |
| 12 de marzo | Lima         | Alianza Lima     | 1:1       | River Plate      |
| 18 de marzo | Santa Fe     | Colón            | 1:0       | Alianza Lima     |
| 19 de marzo | Lima         | Sporting Cristal | 2:3       | River Plate      |
| 25 de marzo | Lima         | Sporting Cristal | 3:2       | Alianza Lima     |
| 25 de marzo | Buenos Aires | River Plate      | 4:1       | Colón            |
| 1 de abril | Lima         | Alianza Lima     | 1:0       | Colón            |
| 2 de abril | Buenos Aires | River Plate      | 3:1       | Sporting Cristal |
| 8 de abril | Lima         | Sporting Cristal | 1:1       | Colón            |
| 9 de abril | Buenos Aires | River Plate      | 2:0       | Alianza Lima     |

## Fases finales

### Cuadro de desarrollo
|  | Octavos de final         | Octavos de final         | Octavos de final         | Octavos de final         | Octavos de final         |   |               | Cuartos de final         | Cuartos de final         | Cuartos de final         | Cuartos de final         | Cuartos de final         |  |               | Semifinales       | Semifinales       | Semifinales       | Semifinales       | Semifinales       |  |           | Final             | Final             | Final             | Final             | Final             |  |
|  | 15 de abril al 7 de mayo | 15 de abril al 7 de mayo | 15 de abril al 7 de mayo | 15 de abril al 7 de mayo | 15 de abril al 7 de mayo |   |               | 13 de mayo al 6 de junio | 13 de mayo al 6 de junio | 13 de mayo al 6 de junio | 13 de mayo al 6 de junio | 13 de mayo al 6 de junio |  |               | 16 al 22 de julio | 16 al 22 de julio | 16 al 22 de julio | 16 al 22 de julio | 16 al 22 de julio |  |           | 12 y 26 de agosto | 12 y 26 de agosto | 12 y 26 de agosto | 12 y 26 de agosto | 12 y 26 de agosto |  |
|  |                          |                          |                          |                          |                          |   |               |                          |                          |                          |                          |                          |  |               |                   |                   |                   |                   |                   |  |           |                   |                   |                   |                   |                   |  |
|  |                          |                          |                          |                          |                          |   |               |                          |                          |                          |                          |                          |  |               |                   |                   |                   |                   |                   |  |           |                   |                   |                   |                   |                   |  |
|  | G1 1                     | América de Cali          | 0                        | 1                        | 1                        |   |               |                          |                          |                          |                          |                          |  |               |                   |                   |                   |                   |                   |  |           |                   |                   |                   |                   |                   |  |
|  | G1 1                     | América de Cali          | 0                        | 1                        | 1                        |   |               |                          |                          |                          |                          |                          |  |               |                   |                   |                   |                   |                   |  |           |                   |                   |                   |                   |                   |  |
|  | G3 3                     | Cerro Porteño            | 1                        | 2                        | 3                        |   |               |                          |                          |                          |                          |                          |  |               |                   |                   |                   |                   |                   |  |           |                   |                   |                   |                   |                   |  |
|  | G3 3                     | Cerro Porteño            | 1                        | 2                        | 3                        |   | Cerro Porteño | Cerro Porteño            | 0                        | 3                        | 3                        |                          |  |               |                   |                   |                   |                   |                   |  |           |                   |                   |                   |                   |                   |  |
|  |                          |                          |                          |                          |                          |   | Cerro Porteño | Cerro Porteño            | 0                        | 3                        | 3                        |                          |  |               |                   |                   |                   |                   |                   |  |           |                   |                   |                   |                   |                   |  |
|  |                          |                          | Peñarol                  | Peñarol                  | 2                        | 0 | 2             |                          |                          |                          |                          |                          |  |               |                   |                   |                   |                   |                   |  |           |                   |                   |                   |                   |                   |  |
|  | G4 2                     | Peñarol (p)              | Peñarol                  | Peñarol                  | 2                        | 0 | 2             | 0                        | 2                        | 2 (3)                    |                          |                          |  |               |                   |                   |                   |                   |                   |  |           |                   |                   |                   |                   |                   |  |
|  | G4 2                     | Peñarol (p)              |                          |                          |                          |   |               |                          |                          | 2 (3)                    |                          |                          |  |               |                   |                   |                   |                   |                   |  |           |                   |                   |                   |                   |                   |  |
|  | G5 2                     | Alianza Lima             | 1                        | 1                        | 2 (1)                    |   |               |                          |                          |                          |                          |                          |  |               |                   |                   |                   |                   |                   |  |           |                   |                   |                   |                   |                   |  |
|  | G5 2                     | Alianza Lima             | 1                        | 1                        | 2 (1)                    |   |               |                          |                          |                          |                          |                          |  | Cerro Porteño | Cerro Porteño     | 0                 | 2                 | 2 (3)             |                   |  |           |                   |                   |                   |                   |                   |  |
|  |                          |                          |                          |                          |                          |   |               |                          |                          |                          |                          |                          |  | Cerro Porteño | Cerro Porteño     | 0                 | 2                 | 2 (3)             |                   |  |           |                   |                   |                   |                   |                   |  |
|  |                          |                          | Barcelona (p)            | Barcelona (p)            | 1                        | 1 | 2 (4)         |                          |                          |                          |                          |                          |  |               |                   |                   |                   |                   |                   |  |           |                   |                   |                   |                   |                   |  |
|  | G3 2                     | Colo-Colo                | Barcelona (p)            | Barcelona (p)            | 1                        | 1 | 2 (4)         | 1                        | 2                        | 3                        |                          |                          |  |               |                   |                   |                   |                   |                   |  |           |                   |                   |                   |                   |                   |  |
|  | G3 2                     | Colo-Colo                |                          |                          |                          |   |               |                          |                          | 3                        |                          |                          |  |               |                   |                   |                   |                   |                   |  |           |                   |                   |                   |                   |                   |  |
|  | G1 2                     | Barcelona                | 2                        | 2                        | 4                        |   |               |                          |                          |                          |                          |                          |  |               |                   |                   |                   |                   |                   |  |           |                   |                   |                   |                   |                   |  |
|  | G1 2                     | Barcelona                | 2                        | 2                        | 4                        |   | Barcelona     | Barcelona                | 1                        | 4                        | 5                        |                          |  |               |                   |                   |                   |                   |                   |  |           |                   |                   |                   |                   |                   |  |
|  |                          |                          |                          |                          |                          |   | Barcelona     | Barcelona                | 1                        | 4                        | 5                        |                          |  |               |                   |                   |                   |                   |                   |  |           |                   |                   |                   |                   |                   |  |
|  |                          |                          | Bolívar                  | Bolívar                  | 1                        | 0 | 1             |                          |                          |                          |                          |                          |  |               |                   |                   |                   |                   |                   |  |           |                   |                   |                   |                   |                   |  |
|  | G4 1                     | Bolívar                  | Bolívar                  | Bolívar                  | 1                        | 0 | 1             | 2                        | 1                        | 3                        |                          |                          |  |               |                   |                   |                   |                   |                   |  |           |                   |                   |                   |                   |                   |  |
|  | G4 1                     | Bolívar                  |                          |                          |                          |   |               |                          |                          | 3                        |                          |                          |  |               |                   |                   |                   |                   |                   |  |           |                   |                   |                   |                   |                   |  |
|  | G1 3                     | Atlético Bucaramanga     | 1                        | 0                        | 1                        |   |               |                          |                          |                          |                          |                          |  |               |                   |                   |                   |                   |                   |  |           |                   |                   |                   |                   |                   |  |
|  | G1 3                     | Atlético Bucaramanga     | 1                        | 0                        | 1                        |   |               |                          |                          |                          |                          |                          |  |               |                   |                   |                   |                   |                   |  | Barcelona | Barcelona         | 0                 | 1                 | 1                 |                   |  |
|  |                          |                          |                          |                          |                          |   |               |                          |                          |                          |                          |                          |  |               |                   |                   |                   |                   |                   |  | Barcelona | Barcelona         | 0                 | 1                 | 1                 |                   |  |
|  |                          |                          | Vasco da Gama            | Vasco da Gama            | 2                        | 2 | 4             |                          |                          |                          |                          |                          |  |               |                   |                   |                   |                   |                   |  |           |                   |                   |                   |                   |                   |  |
|  | G3 1                     | Olimpia                  | Vasco da Gama            | Vasco da Gama            | 2                        | 2 | 4             | 2                        | 1                        | 3 (1)                    |                          |                          |  |               |                   |                   |                   |                   |                   |  |           |                   |                   |                   |                   |                   |  |
|  | G3 1                     | Olimpia                  |                          |                          |                          |   |               |                          |                          | 3 (1)                    |                          |                          |  |               |                   |                   |                   |                   |                   |  |           |                   |                   |                   |                   |                   |  |
|  | G5 3                     | Colón (p)                | 3                        | 0                        | 3 (2)                    |   |               |                          |                          |                          |                          |                          |  |               |                   |                   |                   |                   |                   |  |           |                   |                   |                   |                   |                   |  |
|  | G5 3                     | Colón (p)                | 3                        | 0                        | 3 (2)                    |   | Colón         | Colón                    | 1                        | 1                        | 2                        |                          |  |               |                   |                   |                   |                   |                   |  |           |                   |                   |                   |                   |                   |  |
|  |                          |                          |                          |                          |                          |   | Colón         | Colón                    | 1                        | 1                        | 2                        |                          |  |               |                   |                   |                   |                   |                   |  |           |                   |                   |                   |                   |                   |  |
|  |                          |                          | River Plate              | River Plate              | 2                        | 3 | 5             |                          |                          |                          |                          |                          |  |               |                   |                   |                   |                   |                   |  |           |                   |                   |                   |                   |                   |  |
|  | G5 1                     | River Plate              | River Plate              | River Plate              | 2                        | 3 | 5             | 1                        | 1                        | 2                        |                          |                          |  |               |                   |                   |                   |                   |                   |  |           |                   |                   |                   |                   |                   |  |
|  | G5 1                     | River Plate              |                          |                          |                          |   |               |                          |                          | 2                        |                          |                          |  |               |                   |                   |                   |                   |                   |  |           |                   |                   |                   |                   |                   |  |
|  | G2 3                     | América                  | 1                        | 0                        | 1                        |   |               |                          |                          |                          |                          |                          |  |               |                   |                   |                   |                   |                   |  |           |                   |                   |                   |                   |                   |  |
|  | G2 3                     | América                  | 1                        | 0                        | 1                        |   |               |                          |                          |                          |                          |                          |  | River Plate   | River Plate       | 0                 | 1                 | 1                 |                   |  |           |                   |                   |                   |                   |                   |  |
|  |                          |                          |                          |                          |                          |   |               |                          |                          |                          |                          |                          |  | River Plate   | River Plate       | 0                 | 1                 | 1                 |                   |  |           |                   |                   |                   |                   |                   |  |
|  |                          |                          | Vasco da Gama            | Vasco da Gama            | 1                        | 1 | 2             |                          |                          |                          |                          |                          |  |               |                   |                   |                   |                   |                   |  |           |                   |                   |                   |                   |                   |  |
|  | CV                       | Cruzeiro                 | Vasco da Gama            | Vasco da Gama            | 1                        | 1 | 2             | 1                        | 0                        | 1                        |                          |                          |  |               |                   |                   |                   |                   |                   |  |           |                   |                   |                   |                   |                   |  |
|  | CV                       | Cruzeiro                 |                          |                          |                          |   |               |                          |                          | 1                        |                          |                          |  |               |                   |                   |                   |                   |                   |  |           |                   |                   |                   |                   |                   |  |
|  | G2 2                     | Vasco da Gama            | 2                        | 0                        | 2                        |   |               |                          |                          |                          |                          |                          |  |               |                   |                   |                   |                   |                   |  |           |                   |                   |                   |                   |                   |  |
|  | G2 2                     | Vasco da Gama            | 2                        | 0                        | 2                        |   | Vasco da Gama | Vasco da Gama            | 1                        | 1                        | 2                        |                          |  |               |                   |                   |                   |                   |                   |  |           |                   |                   |                   |                   |                   |  |
|  |                          |                          |                          |                          |                          |   | Vasco da Gama | Vasco da Gama            | 1                        | 1                        | 2                        |                          |  |               |                   |                   |                   |                   |                   |  |           |                   |                   |                   |                   |                   |  |
|  |                          |                          | Grêmio                   | Grêmio                   | 1                        | 0 | 1             |                          |                          |                          |                          |                          |  |               |                   |                   |                   |                   |                   |  |           |                   |                   |                   |                   |                   |  |
|  | G2 1                     | Grêmio                   | Grêmio                   | Grêmio                   | 1                        | 0 | 1             | 1                        | 4                        | 5                        |                          |                          |  |               |                   |                   |                   |                   |                   |  |           |                   |                   |                   |                   |                   |  |
|  | G2 1                     | Grêmio                   |                          |                          |                          |   |               |                          |                          | 5                        |                          |                          |  |               |                   |                   |                   |                   |                   |  |           |                   |                   |                   |                   |                   |  |
|  | G4 3                     | Nacional                 | 1                        | 0                        | 1                        |   |               |                          |                          |                          |                          |                          |  |               |                   |                   |                   |                   |                   |  |           |                   |                   |                   |                   |                   |  |
|  | G4 3                     | Nacional                 | 1                        | 0                        | 1                        |   |               |                          |                          |                          |                          |                          |  |               |                   |                   |                   |                   |                   |  |           |                   |                   |                   |                   |                   |  |
|  |                          |                          |                          |                          |                          |   |               |                          |                          |                          |                          |                          |  |               |                   |                   |                   |                   |                   |  |           |                   |                   |                   |                   |                   |  |

- Nota: En cada llave, el equipo que ocupa la primera línea es el que definió la serie como local.
- Nota 2: En las llaves de octavos de final, a cada equipo se le indica "Gx p", donde p es la posición final que ocupó en el grupo x de la fase de grupos.

### Octavos de final
| 15 de abril de 1998 | Cerro Porteño | 1:0 (0:0) | América de Cali | Estadio Defensores del Chaco, Asunción |                                  |
|                     | Paredes 75'   |           |                 | Árbitro(s): Mario Sánchez Yantén       | Árbitro(s): Mario Sánchez Yantén |

| 29 de abril de 1998 | América de Cali | 1:2 (0:0) | Cerro Porteño           | Estadio Pascual Guerrero, Cali |                              |
|                     | Téllez 49'      |           | 70' Gómez · 82' Paredes | Árbitro(s): Horacio Elizondo   | Árbitro(s): Horacio Elizondo |

| 22 de abril de 1998 | Alianza Lima | 1:0 (0:0) | Peñarol | Estadio Alejandro Villanueva, Lima |                         |
|                     | Asprilla 57' |           |         | Árbitro(s): René Ortubé            | Árbitro(s): René Ortubé |

| 29 de abril de 1998 | Peñarol                        | 2:1 (2:0) (3:1 p.)         | Alianza Lima                    | Estadio Centenario, Montevideo |                               |
|                     | De Souza 18' · Aguilera 26'    |                            | 60' Asprilla                    | Árbitro(s): Epifanio González  | Árbitro(s): Epifanio González |
|                     |                                | Tiros desde el punto penal |                                 |                                |                               |
|                     | Bengoechea · Pacheco · Rotundo |                            | Salazar · Jayo · Ruiz · Pizarro |                                |                               |

| 15 de abril de 1998 | Barcelona                        | 2:1 (1:0) | Colo-Colo | Estadio Monumental, Guayaquil |                              |
|                     | Delgado 45' · Morales 87' (pen.) |           | 51' Neira | Árbitro(s): John Toro Rendón  | Árbitro(s): John Toro Rendón |

| 30 de abril de 1998 | Colo-Colo               | 2:2 (0:1) | Barcelona        | Estadio Monumental, Santiago |                        |
|                     | Rojas 50' · Emerson 52' |           | 44', 54' Delgado | Árbitro(s): Óscar Ruiz       | Árbitro(s): Óscar Ruiz |

| 15 de abril de 1998 | Atlético Bucaramanga | 1:2 (0:2) | Bolívar      | Estadio Alfonso López, Bucaramanga |                                    |
|                     | Restrepo 72'         |           | 8', 40' João | Árbitro(s): Alberto Tejada Noriega | Árbitro(s): Alberto Tejada Noriega |

| 29 de abril de 1998 | Bolívar     | 1:0 (1:0) | Atlético Bucaramanga | Estadio Hernando Siles, La Paz |                             |
|                     | Jiguchi 34' |           |                      | Árbitro(s): Jorge Larrionda    | Árbitro(s): Jorge Larrionda |

| 23 de abril de 1998 | Colón                         | 3:2 (2:0) | Olimpia                    | Estadio Brig. Gral. Estanislao López, Santa Fe |                             |
|                     | Fuertes 30', 34' · Aquino 62' |           | 55' Monzón · 80' Caballero | Árbitro(s): Antônio Pereira                    | Árbitro(s): Antônio Pereira |

| 30 de abril de 1998 | Olimpia                                       | 1:0 (0:0) (1:2 p.)         | Colón                               | Estadio Defensores del Chaco, Asunción |                                   |
|                     | Monzón 55'                                    |                            |                                     | Árbitro(s): José Arana Villamonte      | Árbitro(s): José Arana Villamonte |
|                     |                                               | Tiros desde el punto penal |                                     |                                        |                                   |
|                     | Torres · Monzón · Paredes · Ávalos · González |                            | Marini · Saralegui · Unali · Aquino |                                        |                                   |

| 22 de abril de 1998 | América    | 1:1 (1:1) | River Plate | Estadio Azteca, Ciudad de México |                            |
|                     | Cedrés 31' |           | 5' Netto    | Árbitro(s): Gustavo Méndez       | Árbitro(s): Gustavo Méndez |

| 7 de mayo de 1998 | River Plate | 1:0 (0:0) | América | Estadio Monumental, Buenos Aires |                            |
|                   | Solari 49'  |           |         | Árbitro(s): Márcio Rezende       | Árbitro(s): Márcio Rezende |

| 15 de abril de 1998 | Vasco da Gama             | 2:1 (1:1) | Cruzeiro         | Estadio São Januário, Río de Janeiro |                          |
|                     | Luizão 27' · Donizete 56' |           | 20' (pen.) Ramos | Árbitro(s): Carlos Simon             | Árbitro(s): Carlos Simon |

| 2 de mayo de 1998 | Cruzeiro | 0:0 | Vasco da Gama | Estadio Mineirão, Belo Horizonte |  |
|                   |          |     |               | Árbitro(s): Sidrack Marinho      |  |

| 15 de abril de 1998 | Nacional | 1:1 (1:0) | Grêmio        | Estadio Centenario, Montevideo |                           |
|                     | Sosa 41' |           | 48' Guilherme | Árbitro(s): Ubaldo Aquino      | Árbitro(s): Ubaldo Aquino |

| 29 de abril de 1998 | Grêmio                                            | 4:0 (4:0) | Nacional | Estadio Olímpico Monumental, Porto Alegre |                              |
|                     | Guilherme 4' · Roger 16' · Goiano 30' · Tinga 43' |           |          | Árbitro(s): Javier Castrilli              | Árbitro(s): Javier Castrilli |

### Cuartos de final
| 20 de mayo de 1998 | Peñarol                            | 2:0 (1:0) | Cerro Porteño | Estadio Centenario, Montevideo |                          |
|                    | Franco 20' · Bengoechea 90+3' (TL) | Reporte   |               | Árbitro(s): Carlos Simon       | Árbitro(s): Carlos Simon |

| 27 de mayo de 1998 | Cerro Porteño                                 | 3:0 (1:0) | Peñarol | Estadio Defensores del Chaco, Asunción |                            |
|                    | Blanco 21' · Domínguez 63' (TL) · Paredes 74' |           |         | Árbitro(s): Daniel Giménez             | Árbitro(s): Daniel Giménez |

| 13 de mayo de 1998 | Bolívar  | 1:1 (0:0) | Barcelona   | Estadio Hernando Siles, La Paz |                            |
|                    | João 73' |           | 80' Delgado | Árbitro(s): Robert Troxler     | Árbitro(s): Robert Troxler |

| 27 de mayo de 1998 | Barcelona                                 | 4:0 (2:0) | Bolívar | Estadio Monumental, Guayaquil |                             |
|                    | Asencio 10', 74' · Gómez 33' · Rosero 52' |           |         | Árbitro(s): Rafael Sanabria   | Árbitro(s): Rafael Sanabria |

| 20 de mayo de 1998 | River Plate           | 2:1 (2:1) | Colón         | Estadio Monumental, Buenos Aires |                              |
|                    | Aimar 17' · Ángel 44' |           | 33' Saralegui | Árbitro(s): Javier Castrilli     | Árbitro(s): Javier Castrilli |

| 27 de mayo de 1998 | Colón       | 1:3 (1:1) | River Plate                         | Estadio Brig. Gral. Estanislao López, Santa Fe |                           |
|                    | Fuertes 32' |           | 40' Berizzo · 61' Ángel · 77' Sorín | Árbitro(s): Ángel Sánchez                      | Árbitro(s): Ángel Sánchez |

| 3 de junio de 1998 | Grêmio        | 1:1 (0:0) | Vasco da Gama | Estadio Olímpico Monumental, Porto Alegre |                             |
|                    | Guilherme 52' |           | 46' Pedrinho  | Árbitro(s): Antônio Pereira               | Árbitro(s): Antônio Pereira |

| 6 de junio de 1998 | Vasco da Gama | 1:0 (1:0) | Grêmio | Estadio São Januário, Río de Janeiro |                             |
|                    | Pedrinho 39'  |           |        | Árbitro(s): Sidrack Marinho          | Árbitro(s): Sidrack Marinho |

### Semifinales
| 16 de julio de 1998 | Barcelona    | 1:0 (1:0) | Cerro Porteño | Estadio Monumental, Guayaquil |                              |
|                     | De Ávila 11' |           |               | Árbitro(s): John Toro Rendón  | Árbitro(s): John Toro Rendón |

| 22 de julio de 1998 | Cerro Porteño                                           | 2:1 (2:0) (3:4 p.)         | Barcelona                                              | Estadio Defensores del Chaco, Asunción |                                   |
|                     | Caballero 4' · Paredes 22'                              |                            | 73' Aires                                              | Árbitro(s): José Arana Villamonte      | Árbitro(s): José Arana Villamonte |
|                     |                                                         | Tiros desde el punto penal |                                                        |                                        |                                   |
|                     | Meza · Ovelar · Recalde · Gómez · Alvarenga · Caballero |                            | Aires · George · Rosero · Morales · Asencio · De Ávila |                                        |                                   |

| 16 de julio de 1998 | Vasco da Gama | 1:0 (1:0) | River Plate | Estadio São Januário, Río de Janeiro |                            |
|                     | Donizete 10'  |           |             | Árbitro(s): Gustavo Méndez           | Árbitro(s): Gustavo Méndez |

| 22 de julio de 1998 | River Plate | 1:1 (1:0) | Vasco da Gama            | Estadio Monumental, Buenos Aires |                        |
|                     | Sorín 25'   |           | 81' Juninho Pernambucano | Árbitro(s): Guido Aros           | Árbitro(s): Guido Aros |

### Final
| Ida; 12 de agosto de 1998, 21:40 (UTC-3) | Vasco da Gama            | 2:0 (2:0) | Barcelona | Estadio São Januário, Río de Janeiro                       |                                                            |
|                                          | Donizete 7' · Luizão 33' | Reporte   |           | Asistencia: 36 273 espectadores Árbitro(s): Gustavo Méndez | Asistencia: 36 273 espectadores Árbitro(s): Gustavo Méndez |

| Vuelta; 26 de agosto de 1998, 20:10 (UTC-5) | Barcelona    | 1:2 (0:2) | Vasco da Gama             | Estadio Monumental, Guayaquil                                |                                                              |
|                                             | De Ávila 79' |           | 24' Luizão · 45' Donizete | Asistencia: 72 000 espectadores Árbitro(s): Javier Castrilli | Asistencia: 72 000 espectadores Árbitro(s): Javier Castrilli |

|                                   |
| Bandera de Brasil                 |
| Campeón Vasco da Gama 1.er título |

## Estadísticas

### Goleadores
| Jugador             | Club          | Goles |
| ------------------- | ------------- | ----- |
| Sérgio João         | Bolívar       | 10    |
| Luizão              | Vasco da Gama | 7     |
| Juan Pablo Ángel    | River Plate   | 7     |
| Luis Alberto Monzón | Olimpia       | 6     |
| Agustín Delgado     | Barcelona     | 5     |
| Donizete            | Vasco da Gama | 5     |
| José María Franco   | Peñarol       | 5     |
| Guilherme           | Grêmio        | 5     |

## Tabla General
| Equipo | Equipo               | Pts | PJ | PG | PE | PP | GF | GC | Dif |
| ------ | -------------------- | --- | -- | -- | -- | -- | -- | -- | --- |
| 1      | Vasco da Gama        | 26  | 14 | 7  | 5  | 2  | 17 | 11 | +6  |
| 2      | Barcelona            | 20  | 14 | 5  | 5  | 4  | 17 | 13 | +4  |
| 3      | River Plate          | 27  | 12 | 8  | 3  | 1  | 23 | 11 | +12 |
| 4      | Cerro Porteño        | 19  | 12 | 6  | 1  | 5  | 14 | 14 | 0   |
| 5      | Bolívar              | 20  | 10 | 6  | 2  | 2  | 13 | 13 | 0   |
| 6      | Grêmio               | 17  | 10 | 5  | 2  | 3  | 12 | 8  | +4  |
| 7      | Peñarol              | 16  | 10 | 5  | 1  | 4  | 16 | 10 | +6  |
| 8      | Colón                | 10  | 10 | 3  | 1  | 6  | 10 | 16 | –6  |
| 9      | Olimpia              | 16  | 8  | 5  | 1  | 2  | 17 | 9  | +8  |
| 10     | América              | 16  | 12 | 4  | 4  | 4  | 12 | 8  | +4  |
| 11     | América de Cali      | 11  | 8  | 3  | 2  | 3  | 11 | 8  | +3  |
| 12     | Alianza Lima         | 10  | 8  | 3  | 1  | 4  | 7  | 9  | –2  |
| 13     | Colo-Colo            | 8   | 8  | 2  | 2  | 4  | 11 | 14 | –3  |
| 14     | Atlético Bucaramanga | 7   | 8  | 2  | 1  | 5  | 6  | 9  | –3  |
| 15     | Nacional             | 7   | 8  | 2  | 1  | 5  | 12 | 17 | –5  |
| 16     | Cruzeiro             | 1   | 2  | 0  | 1  | 1  | 1  | 2  | -1  |
| 17     | Guadalajara          | 16  | 10 | 5  | 1  | 4  | 14 | 12 | +2  |
| 18     | Universidad Católica | 7   | 6  | 2  | 1  | 3  | 5  | 8  | –3  |
| 19     | Deportivo Quito      | 5   | 6  | 1  | 2  | 3  | 3  | 9  | –6  |
| 20     | Oriente Petrolero    | 5   | 6  | 1  | 2  | 3  | 7  | 15 | –8  |
| 21     | Sporting Cristal     | 4   | 6  | 1  | 1  | 4  | 7  | 11 | –4  |
| 22     | Caracas              | 5   | 4  | 1  | 2  | 1  | 4  | 6  | –2  |
| 23     | Atlético Zulia       | 0   | 4  | 0  | 0  | 4  | 3  | 11 | –8  |